# Římskokatolická farnost Jiřice u Miroslavi
Římskokatolická farnost Jiřice u Miroslavi je územní společenství římských katolíků s farním kostelem svaté Anny v obci Jiřice u Miroslavi v moravskokrumlovském děkanství.

## Historie farnosti
Nejstarším známým jiřickým farářem byl Jan, který byl v roce 1387 zapsán jako posluchač na Karlově universitě. Od roku 1633 do roku 1678 byla duchovní správa přenesena do Troskotovic, kostel byl řadu let v rozvalinách. Nový kostel byl poté zbudován jen pro Jiřice. Současný kostel svaté Anny byl postaven v roce 1903. 

## Duchovní správci
Od 15. září 2005 byl administrátorem excurrendo R. D. Pavel Merta z Miroslavi, kterého 1. srpna 2024 nahradil R. D. ThLic. Mikuláš Wawrowski.

## Bohoslužby
| Kostel     | Místo              | Bohoslužba (den) | Hodina                                    | Poznámka     |
| ---------- | ------------------ | ---------------- | ----------------------------------------- | ------------ |
| svaté Anny | Jiřice u Miroslavi | neděle úterý     | 9.30 15.30 (zimní čas)/ 17.00 (letní čas) | farní kostel |

## Aktivity ve farnosti
Dnem vzájemných modliteb farností za bohoslovce a bohoslovců za farnosti brněnské diecéze je 11. listopad. Adorační den připadá na 27. srpna.
Ve farnosti se pravidelně koná tříkrálová sbírka. V roce 2016 se při ní vybralo v Jiřicích 7 911 korun, v Damnicích 7 707 korun, v Dolenicích 5 856 korun a v Trnovém Poli 3 520 korun.